# Avant-gardemetal
Avant-gardemetal is een experimentele vorm van metal dat zich typeert door ongewone geluiden, instrumenten en songstructuren.
Het genre wordt vaak vergeleken met progressive metal omdat ze beide opmerkelijke songstructuren en complexe ritmes hebben, maar er is een overduidelijk verschil in de sound. Bij progressive metal houdt men het meestal bij de traditionele metalinstrumenten, terwijl men bij avant-gardemetal ook experimenteert met ongebruikelijke en vreemde instrumenten/geluiden.
Langs de andere kant wordt het genre ook geassocieerd met black metal omdat ze beide een zeer duistere atmosferische sound hebben en vele avant garde metalgroepen een achtergrond hebben als black metalgroep.
Soms wordt het genre ook circus metal genoemd, alhoewel er toch een onderscheid kan worden gemaakt tussen echte circus metal en avant-gardemetal.

## Groepen en artiesten
- Angizia
- Arcturus
- Deathspell Omega
- Peccatum
- Green Carnation
- Diabolical Masquerade
- Fantômas
- Fangor
- Igorrr
- Maudlin of the Well
- Mr. Bungle
- Oceans Of Sadness
- Pinkly Smooth
- Doom
- Ram-zet
- Taake
- In The Woods...
- Ulver
- Diablo Swing Orchestra

## Gerelateerde genres
- Avant-garde muziek
- Black metal
- Circus metal
- Progressive metal